# Мелгасу
Мелга́су (порт. Melgaço; МФА: [mɛɫ.ˈga.su]) — муніципалітет і містечко в Португалії, в окрузі Віана-ду-Каштелу. Розташований у північній частині країни, на теренах історичної португальської провінції Дору-Міню. Належить до Віано-Каштельської діоцезії Католицької церкви в Португалії. Права міського самоврядування має з 1181 року. Поділяється на 13 парафій. За адміністративним поділом, чинним до 1976 року, був складовою провінції Міню. Площа муніципалітету — 238,25 км², населення муніципалітету — 9213 ос. (2011); густота населення — 38,67 осіб/км²
. Патрон — Діва Марія. Святковий день муніципалітету — 1-й четвер після Вознесіння. Поштовий індекс — 4960.  Код місцевої адміністративної одиниці — 1603. Складова статистичного регіону Північ.

## Географія
Мелгасу розташоване на півночі Португалії, на північному сході округу Віана-ду-Каштелу, на португальсько-іспанському кордоні.
Містечко розташоване за 66 км на північний схід від міста Віана-ду-Каштелу, на лівому березі річки Міню.
Мелгасу межує на півночі й сході з Іспанією, на південному заході — з муніципалітетом Аркуш-де-Валдевеш, на заході — з муніципалітетом Монсан.

## Історія
1181 року португальський король Афонсу І надав Мелгасу форал, яким визнав за поселенням статус містечка та муніципальні самоврядні права.

## Населення
| Кількість мешканців | Кількість мешканців | Кількість мешканців | Кількість мешканців | Кількість мешканців | Кількість мешканців | Кількість мешканців | Кількість мешканців | Кількість мешканців | Кількість мешканців | Кількість мешканців | Кількість мешканців | Кількість мешканців | Кількість мешканців | Кількість мешканців |
| ------------------- | ------------------- | ------------------- | ------------------- | ------------------- | ------------------- | ------------------- | ------------------- | ------------------- | ------------------- | ------------------- | ------------------- | ------------------- | ------------------- | ------------------- |
| 1864                | 1878                | 1890                | 1900                | 1911                | 1920                | 1930                | 1940                | 1950                | 1960                | 1970                | 1981                | 1991                | 2001                | 2011                |
| 14 625              | 15 829              | 15 428              | 15 558              | 16 312              | 15 421              | 15 759              | 17 689              | 17 798              | 18 211              | 15 805              | 13 246              | 11 018              | 9 996               | 9 213               |

## Транспорт
- Автостради N202, N301

## Парафії
- Алвареду
- Каштру-Лаборейру
- Шавіайнш
- Коссу
- Кріштован
- Кубальян
- Фіайнш
- Гаве
- Ламаш-де-Мору
- Падерно
- Параду-ду-Монте
- Пасуш
- Пенсу
- Праду
- Ремоайнш
- Россаш
- Сан-Пайю
- Віла